# El concierto... En vivo
El concierto… En vivo Es el primer álbum en vivo de la cantante española Rocío Dúrcal, dirigido y realizado por Enrique Elizondo, excepto a dos temas producidos por Juan Gabriel. Grabado en vivo el 22 de noviembre de 1991 en el Auditorio Nacional en la Ciudad de México y publicado el 28 de abril de 1992 bajo el sello discográfico BMG Ariola, posteriormente se lanzó una segunda edición en el 2005 bajo el sello Sony Music.
Este concierto fue uno de los más importante y espectacular que la artista realizó en esta ciudad durante su larga carrera como cantante, compartiendo en el escenario con las grandes figuras de la canción Enrique Guzmán y Juan Gabriel, con este concierto se volvió a ver a Rocío Dúrcal y Juan Gabriel trabajando juntos después de cinco años, cantando a dúo tres canciones en directo y nuevamente interpretándole dos temas inéditos del cantautor para el álbum que son "Como Amigos" y "Mía Un Año", después de estar un poco distanciado entre ellos los trabajos musicales por motivos legales con la casa Disquera. También interpretaron Rocío Dúrcal y Enrique Guzmán con la canción "Acompáñame", después de 26 años de haber cantado este dueto en la película española que lleva por el mismo título en el año 1966. 
Este álbum salió con dos ediciones, la primera edición fue dos Discos de vinilo, Doble CD, Doble Casete con 27 temas en directo más dos temas inéditos y la segunda edición fue un CD con 21 temas en directo junto con el DVD del concierto completo de 26 canciones. Los sencillos de este álbum fueron los dos temas grabados a dúo con el cantautor Juan Gabriel "Tarde" y "Fue Un Placer Conocerte", y los temas inéditos "Como Amigos" y "Mía Un Año".

## Lista de temas (Primera Edición)

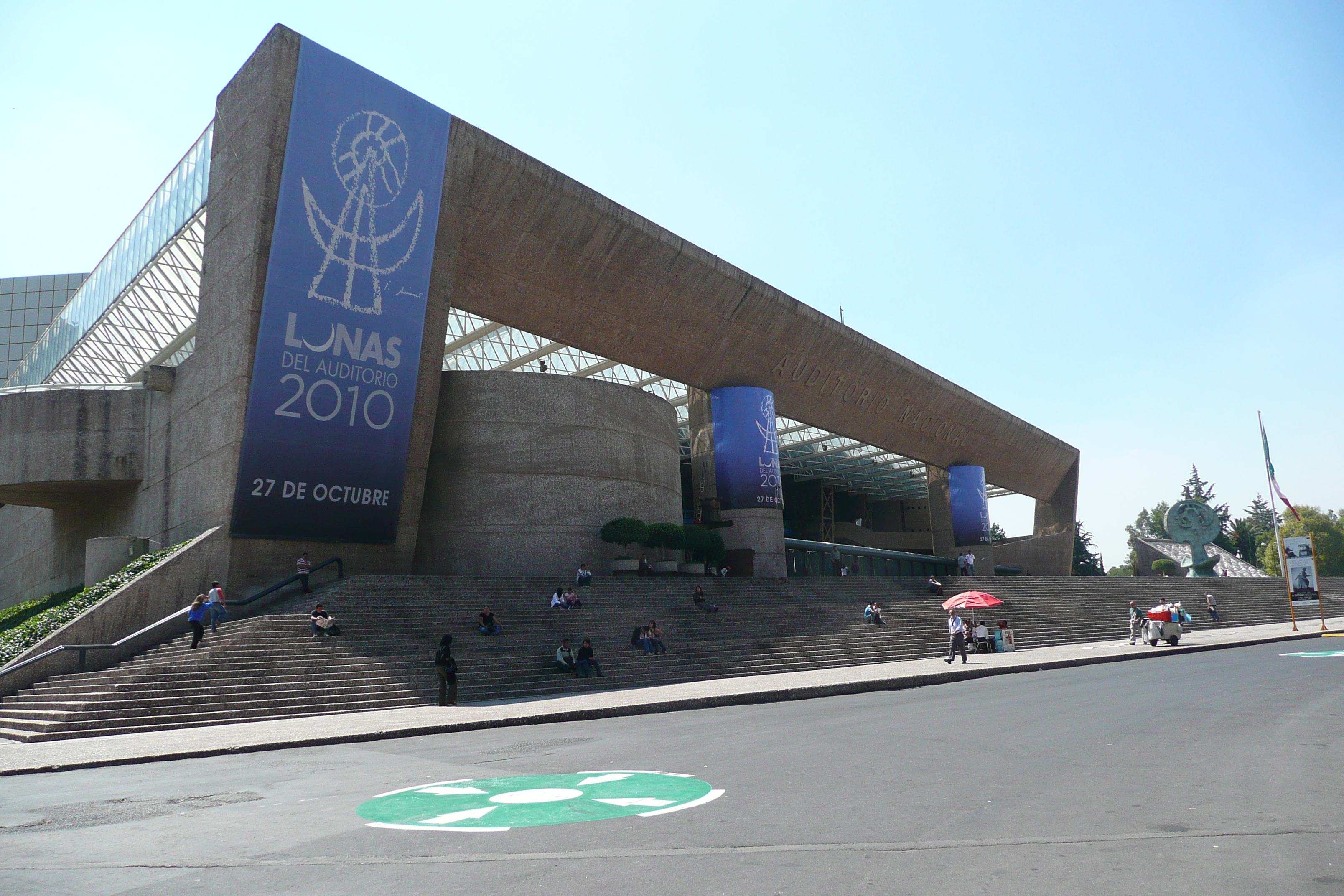
Fachada principal del Auditorio Nacional en México, D.F. Lugar donde se grabó el álbum.

- Disco 1 (Primera Edición)

|     | Título                                           | Autor(es)                          | Duración |
| --- | ------------------------------------------------ | ---------------------------------- | -------- |
| 1.  | Introducción                                     | Rubén Zepeda                       | 2:49     |
| 2.  | Quédate Conmigo Esta Noche                       | Juan Gabriel                       | 3:51     |
| 3.  | La Gata Bajo La Lluvia                           | Rafael Pérez Botija                | 3:42     |
| 4.  | Jamás Te Dejaré                                  | Rafael Pérez Botija                | 3:34     |
| 5.  | Volver A Verte                                   | Augusto Algueró                    | 3:22     |
| 6.  | Mi Amigo                                         | Augusto Algueró                    | 4:21     |
| 7.  | Acompáñame (A Dúo Con Enrique Guzmán)            | Augusto Algueró / Antonio Guijarro | 3:12     |
| 8.  | Ya Te Olvidé                                     | Marco Antonio Solís                | 2:55     |
| 9.  | Te Amo                                           | Marco Antonio Solís                | 5:09     |
| 10. | Tenías Que Ser Tan Cruel                         | Juan Gabriel                       | 3:21     |
| 11. | Se Me Fue Olvidando                              | Marco Antonio Solís                | 3:07     |
| 12. | Frente A Frente                                  | Juan Gabriel                       | 4:28     |
| 13. | No Me Vuelvo A Enamorar (A Dúo Con Juan Gabriel) | Juan Gabriel                       | 3:22     |

- Disco 2 (Primera Edición)

|     | Título                                           | Autor(es)                   | Duración |
| --- | ------------------------------------------------ | --------------------------- | -------- |
| 1.  | Fue Un Placer Conocerte (A Dúo Con Juan Gabriel) | Juan Gabriel                | 3:20     |
| 2.  | Tarde (A Dúo Con Juan Gabriel)                   | Juan Gabriel                | 3:43     |
| 3.  | Tu Abandonó                                      | Juan Gabriel                | 2:37     |
| 4.  | Me Nace Del Corazón                              | Juan Gabriel                | 2:56     |
| 5.  | Jamás Me Cansaré De Ti                           | Juan Gabriel                | 3:17     |
| 6.  | Me Despertó La Realidad                          | Juan Gabriel                | 4:01     |
| 7.  | No Lastimes Más                                  | Juan Gabriel                | 4:22     |
| 8.  | Diferentes                                       | Juan Gabriel                | 3:44     |
| 9.  | La Diferencia                                    | Juan Gabriel                | 3:32     |
| 10. | Con Todo Y Mi Tristeza                           | Juan Gabriel                | 4:02     |
| 11. | Amor Eterno                                      | Juan Gabriel                | 6:17     |
| 12. | Como Tu Mujer                                    | Marco Antonio Solís         | 3:36     |
| 13. | La Guirnalda                                     | Juan Gabriel                | 3:52     |
| 14. | Final Instrumental Quédate Conmigo Esta Noche    | Rubén Zepeda / Juan Gabriel | 0:47     |
| 15. | Como Amigos                                      | Juan Gabriel                | 4:02     |
| 16. | Mía Un Año                                       | Juan Gabriel                | 2:40     |

## Lista de temas (Segunda Edición)
- CD (Segunda Edición)

|     | Título                                           | Autor(es)                          | Duración |
| --- | ------------------------------------------------ | ---------------------------------- | -------- |
| 1.  | Introducción                                     | Rubén Zepeda                       | 2:49     |
| 2.  | Quédate Conmigo Esta Noche                       | Juan Gabriel                       | 3:53     |
| 3.  | La Gata Bajo La Lluvia                           | Rafael Pérez Botija                | 3:42     |
| 4.  | Jamás Te Dejaré                                  | Rafael Pérez Botija                | 3:34     |
| 5.  | Volver A Verte                                   | Augusto Algueró                    | 3:22     |
| 6.  | Acompáñame (A Dúo Con Enrique Guzmán)            | Augusto Algueró / Antonio Guijarro | 3:12     |
| 7.  | Tenías Que Ser Tan Cruel                         | Juan Gabriel                       | 3:13     |
| 8.  | Frente A Frente                                  | Juan Gabriel                       | 4:28     |
| 9.  | No Me Vuelvo A Enamorar (A Dúo Con Juan Gabriel) | Juan Gabriel                       | 3:22     |
| 10. | Fue Un Placer Conocerte (A Dúo Con Juan Gabriel) | Juan Gabriel                       | 3:20     |
| 11. | Tarde (A Dúo Con Juan Gabriel)                   | Juan Gabriel                       | 3:43     |
| 12. | Me Nace Del Corazón                              | Juan Gabriel                       | 2:56     |
| 13. | Jamás Me Cansaré De Ti                           | Juan Gabriel                       | 3:17     |
| 14. | Me Despertó La Realidad                          | Juan Gabriel                       | 4:01     |
| 15. | No Lastimes Más                                  | Juan Gabriel                       | 4:22     |
| 16. | Diferentes                                       | Juan Gabriel                       | 3:44     |
| 17. | La Diferencia                                    | Juan Gabriel                       | 3:32     |
| 18. | Amor Eterno                                      | Juan Gabriel                       | 6:17     |
| 19. | Como Tu Mujer                                    | Marco Antonio Solís                | 3:36     |
| 20. | La Guirnalda                                     | Juan Gabriel                       | 3:52     |
| 21. | Final Instrumental Quédate Conmigo Esta Noche    | Rubén Zepeda / Juan Gabriel        | 0:47     |

## Lista de temas del DVD
- DVD

|     | Título                                           | Autor(es)                          |
| --- | ------------------------------------------------ | ---------------------------------- |
| 1.  | Introducción                                     | Rubén Zepeda                       |
| 2.  | Quédate Conmigo Esta Noche                       | Juan Gabriel                       |
| 3.  | La Gata Bajo La Lluvia                           | Rafael Pérez Botija                |
| 4.  | Jamás Te Dejaré                                  | Rafael Pérez Botija                |
| 5.  | Volver A Verte                                   | Augusto Algueró                    |
| 6.  | Mi Amigo                                         | Rafael de León / Juan Solano       |
| 7.  | Acompáñame (A Dúo Con Enrique Guzmán)            | Augusto Algueró / Antonio Guijarro |
| 8.  | Ya Te Olvidé                                     | Marco Antonio Solís                |
| 9.  | Te Amo                                           | Marco Antonio Solís                |
| 10. | Tenías Que Ser Tan Cruel                         | Juan Gabriel                       |
| 11. | Se Me Fue Olvidando                              | Marco Antonio Solís                |
| 12. | Frente A Frente                                  | Juan Gabriel                       |
| 13. | No Me Vuelvo A Enamorar (A Dúo Con Juan Gabriel) | Juan Gabriel                       |
| 14. | Fue Un Placer Conocerte (A Dúo Con Juan Gabriel) | Juan Gabriel                       |
| 15. | Tarde (A Dúo Con Juan Gabriel)                   | Juan Gabriel                       |
| 16. | Tu Abandonó                                      | Juan Gabriel                       |
| 17. | Me Nace Del Corazón                              | Juan Gabriel                       |
| 18. | Jamás Me Cansaré De Ti                           | Juan Gabriel                       |
| 19. | Me Despertó La Realidad                          | Juan Gabriel                       |
| 20. | No Lastimes Más                                  | Juan Gabriel                       |
| 21. | Diferentes                                       | Juan Gabriel                       |
| 22. | La Diferencia                                    | Juan Gabriel                       |
| 23. | Con Todo Y Mi Tristeza                           | Juan Gabriel                       |
| 24. | Amor Eterno                                      | Juan Gabriel                       |
| 25. | Como Tu Mujer                                    | Marco Antonio Solís                |
| 26. | La Guirnalda                                     | Juan Gabriel                       |
| 27. | Final Instrumental Quédate Conmigo Esta Noche    | Rubén Zepeda / Juan Gabriel        |

## Premios y logros obtenido por el Álbum
- Premios ACE (Asociación de Cronistas del Espectáculo de Nueva York)
- Rocío Dúrcal en el Paramount, según la asociación de Cronistas de Espectáculos de Nueva York.

| Año  | Intérprete            | Categoría                       | Resultado |
| ---- | --------------------- | ------------------------------- | --------- |
| 1993 | Rocío Dúrcal          | "Artista Internacional Del Año" | Ganadora  |
| Año  | Álbum                 | Categoría                       | Resultado |
| 1993 | El concierto… En vivo | "Mejor Disco Del Año"           | Ganador   |
| 1993 | El concierto… En vivo | "Mejor Concierto Del Año"       | Ganador   |

## Listas Musicales
| Año  | Sencillo                  | Lista            | Mejor Posición |
| ---- | ------------------------- | ---------------- | -------------- |
| 1992 | "Fue Un Placer Conocerte" | Hot Latin Tracks | 10             |
| 1992 | "Como Amigos"             | Hot Latin Tracks | 27             |

| Año  | País           | Lista                      | Mejor Posición |
| ---- | -------------- | -------------------------- | -------------- |
| 1992 | Estados Unidos | Billboard Latin Pop Albums | 7              |

## Certificaciones
| País   | Certificación   |
| ------ | --------------- |
| México | 2x Disco de Oro |

## Músicos
- Rocío Dúrcal (Voz).
- Juan Gabriel (Voz).
- Enrique Guzmán (Voz).
- Mariachi de la Ciudad de Pepe Villela.
- Trío Los Soberanos.
- Federico Chávez (Guitarra eléctrica).
- Rodrigo Mendoza (Bajo eléctrico).
- Alberto Moreno (Sintetizador).
- David Gómez Oropeza (Piano, Sintetizador).
- Miguel Reyes (Batería).